# 蘇昆比奧斯縣
0°27′N 77°31′W / 0.450°N 77.517°W
蘇昆比奧斯縣（西班牙語：Cantón Sucumbíos），是厄瓜多爾的縣份，位於該國東北部，由蘇昆比奧斯省負責管轄，面積1,502平方公里，2001年人口2,836，人口密度每平方公里1.89人。